# Lichnanthe cooperi
Lichnanthe cooperi là một loài bọ cánh cứng trong họ Glaphyridae. Loài này được Horn miêu tả khoa học năm 1867.